# Rey Ángel Martínez
Rey Ángel Martínez Mendive (* 13. Mai 1980 in Havanna) ist ein ehemaliger kubanischer Fußballspieler und aktueller Assistenztrainer.

## Sportliche Laufbahn

### Anfänge in Kuba
Seit 1998 für die Auswahl der Hauptstadtprovinz Havanna spielend, gewann der 1,84 m große, später „Boom-Boom“ genannte Stürmer Martínez mit seinem Team in jenem Jahr sowie 2001 die Kubanische Meisterschaft. Im Meisterschaftsjahr 1998 trug er mit sieben erzielten Treffern zum Erfolg bei. 2000/01 traf er neunmal. In den Saisons 1999/2000 und 2001/2002 (4 Tore) gewann er mit dem Klub zudem zwei Vize-Meisterschaften. Martínez war sowohl für die U-23 Auswahl seines Heimatlandes als auch für die kubanische Fußball-A-Nationalmannschaft aktiv, für die er bis 2002 17 Länderspiele absolvierte. Er gehörte dem Team seines Landes bei der Copa Caribe und den Panamerikanischen Spielen an.

### Flucht und Beginn der Profikarriere in den USA
Martínez setzte sich im Januar 2002 während des CONCACAF Gold Cups in Los Angeles gemeinsam mit seinem Nationalmannschaftskollegen Alberto Delgado vom kubanischen Team ab, nachdem sie zunächst die Cuban American National Foundation um Hilfe gebeten hatten. Beide beantragten politisches Asyl, um in den USA bleiben zu können. Sie ließen sich zunächst in Miami nieder, wo ein Onkel Martínez’ lebte, in dessen Unternehmen dieser gelegentlich arbeiten konnte. Während Delgado und Martínez auf den Erhalt ihrer Aufenthaltsbewilligungen warteten, spielten sie für eine Saison im Team der St. Thomas University, außerdem für lokale Clubmannschaften. Martínez unterzeichnete im Juni 2004 einen Vertrag beim Major-League-Soccer-Team Chicago Fire, von dem er in einem Tauschgeschäft unmittelbar darauf an die Colorado Rapids abgegeben wurde. Damit war Martínez der erste Kubaner in der MLS. Für die Colorado Rapids kam er in der MLS in sieben Liga-Begegnungen und einem Playoff-Spiel zum Einsatz. Von 2005 bis 2008 spielte er in der USL First Division für die Rochester Rhinos und absolvierte dort 48 reguläre Saisonspiele sowie sieben Playoff- und sechs Pokalspiele. Im August 2008 wechselte er für den Rest der Saison zu den Carolina RailHawks. 2009 ging er zu den Real Maryland Monarchs, für die er fünfmal in der USL Second Division auflief. Ebenfalls 2009 stand er in Reihen des Atlético de San Juan FC, bei denen er viermal in der Puerto Rico Soccer League zum Einsatz kam.

### Hallenfußball
Ab Herbst 2005 spielte Martínez erstmals professionell Hallenfußball, zunächst in der Major Indoor Soccer League für die St. Louis Steamers. Mit den Baltimore Blast gewann er 2008 die MISL-Meisterschaft. Bis zum Ende seiner aktiven Laufbahn 2014 spielte er in der Xtreme Soccer League und der Major Indoor Soccer League noch für die Teams der New Jersey Ironmen, der Philadelphia Kixx, der Rochester Lancers und zum Abschluss seiner aktiven Laufbahn schließlich der Syracuse Silver Knights, bei denen er als Spielertrainer fungierte. Seit Beginn der Saison 2014/2015 ist Martínez als Assistenztrainer der Hallenfußballmannschaft Rochester Lancers beschäftigt, für die er zwischen 2011 und 2013 bereits als Spieler aktiv war.

## Erfolge
- Kubanischer Meister: 1998, 2001
- US-Meister der Major Indoor Soccer League mit den Baltimore Blast: 2008